# Mooi Volendam
Mooi Volendam is een lied van Canyon dat ze in 1981 op single uitbrachten en in 1983 op hun elpee Een beetje alleen. Op de B-kant staat Ik wil niet meer.
Het lied verwierf geen notering in de Nederlandse Top 40 maar werd niettemin een sleeper, ofwel een lied dat niet door diskjockey's wordt opgepakt, maar desondanks week na week goed blijft doorverkopen. De band bracht het lied in 1987 nogmaals uit in het Engels, onder de titel My little town. Ditmaal niet bij het label Polydor maar bij Disky. In 1993 bracht de band Stampvast een cover uit die wel de Tipparade belandde, maar evenmin doorbrak in de Top 40.
Het was een eigen werk van Dick Plat die door Harry Knipschild was aangemoedigd om een lied over Volendam zelf te schrijven. Piet Veerman van The Cats ontwikkelde de gitaarintro en raadde Canyon aan het nummer in het tempo van One way wind te spelen, en niet uptempo wat aanvankelijk een belangrijke optie was. Het werd gezongen door de vaste leadzanger Jaap Veerman.
Knipschild was in die tijd werkzaam in de muziekindustrie en ontwikkelde zich later tot historicus. Dat het nummer geen hitnotering behaalde, wijt hij aan de stiefmoederlijkheid waarmee de Nederlandstalige muziek in de jaren tachtig in Hilversum werd behandeld. 
Het nummer wordt al sinds de jaren tachtig beschouwd als een klassieker. In 1999 organiseerde de lokale omroep RTV L.O.V.E. de competitie Plaat van de Eeuw waarin het lied op nummer 1 terechtkwam. In de Volendam Top 100 van het landelijke radiostation 100%NL bleef het lied op nummer dertig steken. In de Volendammer Top 1000, een one time-publiekslijst uit 2013 van een groot aantal Noord-Hollandse radio- en televisiestations, belandde het lied opnieuw op de eerste plaats, één plaats hoger dan het Volendammer volkslied van De Dekkerband.